# Strastnoj bulvar
Strastnoj bulvar (russisk: Страстной бульвар) er en russisk spillefilm fra 1999 af Vladimir Khotinenko.

## Medvirkende
- Sergej Koltakov som Andrej Sokolov
- Vladimir Ilin som Dukin
- Nina Usatova
- Sergej Garmasj
- Sergej Parsjin